# Пик Грандиозный
Пик Грандио́зный (хак. Хайбыты) — горная вершина в составе хребта Крыжина Восточного Саяна, высшая точка Красноярского края.
Высота составляет 2922 метра, на некоторых картах встречались отметки 2891 и 2992 метров над уровнем моря. Массив возвышается над окружающими горами на полкилометра и включает три вершины, разделённые ледниками. Высоты второй и третьей вершин составляют 2607 и 2730 метров соответственно.
Впервые описание пика встречается в журнале «Новые ежемесячные сочинения» 1793 года, первое восхождение было совершено в 1955 году группой из пяти человек Московского инженерно-строительного института.